# Лиъдор
Лиъдор (на английски: Leadore) е град в окръг Лими, щата Айдахо, САЩ. Лиъдор е с население от 90 жители (2000) и обща площ от 0,8 km². Намира се на 1820 m надморска височина. ЗИП кодът му е 83464, а телефонният му код е 208.